# Xaviera Hollander
Xaviera Hollander (15 de junho de 1943) é uma ex-prostituta, escritora e colunista neerlandesa.

## Biografia
Hollander nasceu sob o nome de Xaviera "Vera" de Vries em Surabaya, nas Índias Orientais Neerlandesas durante a ocupação japonesa da antiga colônia holandesa, que mais tarde se tornou parte da atual Indonésia, como filha de um médico judeu-holandês e de uma mãe de ascendência francesa e alemã. Ela passou os primeiros anos de sua vida em um campo de internação administrado pelos japoneses.
No pós-guerra, a família retornou aos Países Baixos, onde trabalhou por alguns anos como secretária. Aos 20 e poucos anos, ela deixou Amsterdã e foi para Joanesburgo, onde morava sua meia-irmã. Lá, conheceu e ficou noiva do economista americano John Weber. Quando o noivado foi rompido, ela deixou a África do Sul e seguiu rumo a Nova Iorque. Lá, fundou um dos prostíbulos de luxo mais famosos dos Estados Unidos, freqüentado por gente como Alfred Hitchcock, Frank Sinatra, Eddie Fischer, Egon von Furstemberg, etc.
Durante o período de funcionamento do consagrado bordel, Xaviera enfrentou inúmeros problemas com a polícia, o Serviço de Receita Interna e o Departamento de Imigração. Perseguida ininterruptamente pelo segmentos mais conservadores da comunidade novaiorquina, chegou a depor perante a promotoria da cidade, quando então se viu forçada a encerrar suas atividades.
Suas experiências, além de casos pitorescos e picantes com clientes de ambos os sexos e de variadas preferências sexuais, estão descritas em seus livros. Todos eles alcançaram enorme sucesso junto ao público: mais de dezessete milhões de exemplares vendidos. Segundo a autora, tal êxito se deve sobretudo à temática que abordam, isto é, o sexo...

## Livros publicados no Brasil
- A Aliciadora Feliz (The Happy Hooker);
- A cozinha erótica de Xaviera Hollander;
- A Madame Embaixatriz;
- A Selvagem Xaviera;
- Cartas à Xaviera;
- O Clube Fechado;
- O Melhor do Sexo;
- Os Amantes de Xaviera;
- Os cogumelos mágicos de Xaviera;
- Uma caixa de Prazer;
- Xaviera;
- Xaviera ao Vivo (Xaviera’s SuperSex);
- Xaviera e o sexo fantástico;
- Xaviera em Jogos Eróticos;
- Xaviera Praticando Sexo à Moda Espanhola.